# Унитарное предприятие
Унита́рное предприя́тие — организационно-правовая форма юридического лица. Организация, не наделённая правом собственности на закреплённое за ней собственником имущество. Имущество является неделимым и не распределяется по вкладам (долям, паям), в том числе между работниками предприятия.

## Российская Федерация
В Российской Федерации основными Федеральными законами, регламентирующими деятельность унитарных предприятий, являются: Федеральный закон от 14.11.2002 г. № 161-ФЗ «О государственных и муниципальных унитарных предприятиях» (статья 8) и Федеральный закон от 06.10.2003 г. № 131 «Об общих принципах организации местного самоуправления в Российской Федерации» (пункт 3 ст. 17). Помимо сведений, указанных в ст. 113 Гражданского кодекса Российской Федерации, правовое положение государственных и муниципальных унитарных предприятий определяется Гражданским кодексом и законом о государственных и муниципальных предприятиях.
Унитарные предприятия могут быть трёх типов:
- федеральное государственное предприятие (ФГП; до утверждения федерального закона № 161-ФЗ — федеральное государственное унитарное предприятие, ФГУП),
- государственное предприятие субъекта Российской Федерации (ОГУП, КГУП, РГУП[3]),
- муниципальное предприятие (МУП) — унитарное предприятие муниципального образования.

Унитарное предприятие — коммерческая организация, не наделённая правом собственности на закреплённое за ней собственником имущество. Такие предприятия именуются унитарными, поскольку их имущество является неделимым и не может быть распределено по вкладам, паям, долям, акциям.
В такой форме могут быть созданы только государственные и муниципальные предприятия. Имущество (соответственно государственное или муниципальное) принадлежит унитарному предприятию на праве хозяйственного ведения или оперативного управления. Вещное право на имущество унитарных предприятий (а также учреждений) принадлежит своим учредителям.
Унитарное предприятие отвечает по своим обязательствам всем принадлежащим ему имуществом, но не несёт ответственности по обязательствам собственника его имущества.
Размер уставного фонда государственного унитарного предприятия должен составлять не менее чем 5000 МРОТ, муниципального — не менее чем 1000 МРОТ.
Учредительным документом унитарного предприятия являются:
- решение об учреждении федерального государственного предприятия принимается Правительством Российской Федерации или федеральными органами исполнительной власти в соответствии с актами, определяющими компетенцию таких органов;

- решение об учреждении государственного предприятия субъекта Российской Федерации или муниципального предприятия принимается уполномоченным органом государственной власти субъекта Российской Федерации или органом местного самоуправления в соответствии с актами, определяющими компетенцию таких органов[5];

- устав.

Документом, определяющим порядок управления унитарного предприятия, является его устав.
Унитарное предприятие не вправе создавать в качестве юридического лица другое унитарное предприятие путём передачи ему части своего имущества (дочернее предприятие). Данное ограничение было введено законом № 161-ФЗ, тогда как ранее российское законодательство позволяло унитарным предприятиям, основанным на праве хозяйственного ведения, создавать дочерние унитарные предприятия. С принятием указанного закона существовавшие дочерние унитарные предприятия подлежали присоединению к учредившим их предприятиям в шестимесячный срок, то есть до 3 июня 2003 года.
Унитарные предприятия обязаны в случаях, определённых собственником имущества, проводить ежегодный обязательный аудит. При этом, в соответствии с п.16 ч.1 ст. 20 закона № 161-ФЗ, собственник имущества унитарного предприятия утверждает аудитора и определяет размер оплаты его услуг.
Обычно унитарные предприятия расцениваются как менее прозрачная форма по сравнению с акционерными обществами, поскольку в последних закон устанавливает процедуры корпоративного управления.
Проведение закупок государственными унитарными предприятиями на собственные средства регулируется Федеральным законом Российской Федерации от 18.07.2011 г. № 223-ФЗ «О закупках товаров, работ, услуг отдельными видами юридических лиц». В части расходования предоставленных бюджетных средств, начиная с 01.01.2017, — Федеральным законом от 05.04.2013 года № 44-ФЗ «О контрактной системе в сфере закупок товаров, работ, услуг для обеспечения государственных и муниципальных нужд» (вступил в силу с 01.01.2014 г.). До этого действовал Федеральный закон Российской Федерации от 21 июля 2005 года № 94-ФЗ.
Поскольку в соответствии с п. 2 ст. 50 и ст. 113 Гражданского кодекса Российской Федерации унитарные предприятия являются коммерческими юридическими лицами, их деятельность направлена на извлечение прибыли в пользу собственника имущества — государства или муниципального образования, а также для покрытия собственных расходов. Кроме того, безусловно, целью деятельности является не только извлечение прибыли, а и удовлетворение публичных интересов государства, обеспечение государственных нужд.
При этом в зависимости от способа закрепления имущества выделяется два вида унитарных предприятий (п. 2 ст. 113 ГК России):
- унитарные предприятия, основанные на праве хозяйственного ведения (ст. 114 ГК России);
- унитарные предприятия, основанные на праве оперативного управления (казённые предприятия; ст. 115 ГК России — утратила силу).

Указом Президента Российской Федерации утверждён Перечень федеральных государственных унитарных предприятий, осуществляющих производство продукции (работ, услуг), имеющей стратегическое значение для обеспечения обороноспособности и безопасности государства, защиты нравственности, здоровья, прав и законных интересов граждан Российской Федерации
ФГУП, в отличие от негосударственных юридических лиц, не только являются крупными налогоплательщиками, но и ежегодно отчисляют 25 % прибыли в федеральный бюджет в соответствии со ст. 17 Федерального закона «О государственных и муниципальных унитарных предприятиях». Например, для ФГУП «Связь-безопасность» в 2016 году было утверждено перечисление 8 530 000 рублей (25 % от чистой прибыли предприятия за 2015 г.).
На основании статьи 6 Федерального закона от 14.11.2002 N 161-ФЗ «О государственных и муниципальных унитарных предприятиях», унитарные предприятия могут быть участниками (членами) коммерческих организаций, а также некоммерческих организаций.
В целях укрупнения применяется присоединение одних унитарных предприятий к другим, например к ФГУП «Охрана» Росгвардии присоединены: ФГУП «Ведомственная охрана объектов промышленности Российской Федерации» (2017 год), ФГУП «СВЯЗЬ-безопасность» (2018 год), ФГУП «Ведомственная охрана» Минэнерго России и ФГУП «Ведомственная охрана Минсельхоза России» (2019 год).

## СНГ
В большинстве государств и стран Содружества независимых государств (СНГ) существуют также частные унитарные предприятия (ЧУП), не наделённые правом собственности на закреплённое за ним имущество. Имущество является неделимым и не может быть распределено по вкладам, паям, долям, акциям и находится в общей совместной собственности его членов: физических лиц, одного физического лица или одного юридического лица. К таковым относят крестьянские (фермерские) хозяйства, индивидуальные, семейные и дочерние предприятия. В Российской Федерации в качестве самостоятельных организаций, за исключением дочерних предприятий, таковые не признаются, а руководители таких организаций являются индивидуальными предпринимателями, что создаёт имущественные и организационные трудности у индивидуального предпринимателя (фактически предприятия). Так, например, отсутствует право частной собственности на предприятие, как на имущественный комплекс, поскольку предприятие предполагает дополнительные хозяйственные отношения, чего нет при индивидуальном предпринимательстве, нет чёткого регламента положения членов в предприятии, распределения прибыли и ответственности между ними и многих других аспектов.